# Самарский метрополитен
Сама́рский метрополите́н имени А. А. Росо́вского (с 2013 года полное название — Муниципа́льное предприя́тие городско́го о́круга Сама́ра «Сама́рский метрополите́н и́мени А. А. Росо́вского»; до 1992 года — Ку́йбышевский метрополите́н) — система электрического городского внеуличного рельсового общественного транспорта в городе Самара. 
На момент открытия в 1987 году стал двенадцатым по счёту в СССР после Московского, Ленинградского, Киевского, Тбилисского, Бакинского, Харьковского, Ташкентского, Ереванского, Минского, Горьковского и Новосибирского метрополитенов, и пятым в РСФСР.
Единственная линия метрополитена, эксплуатационная длина которой в двухпутном исчислении составляет 11,6 км, включает 10 станций, из них 9 — подземных и одна — наземная (Юнгородок). 
По длине эксплуатируемых линий занимает 168-е место в мире, 13-е — среди метрополитенов постсоветского пространства (после Московского, Петербургского, Киевского, Ташкентского, Харьковского, Минского, Бакинского, Тбилисского, Нижегородского, Новосибирского, Казанского и Екатеринбургского), седьмое — в России. По числу станций Самарский метрополитен занимает 6-е место в России после метрополитенов Москвы, Санкт-Петербурга, Нижнего Новгорода, Новосибирска и Казани, и седьмое по длине сети, являясь таким образом самым коротким.
В качестве вариантов развития самарского метрополитена предполагалось строительство дополнительных линий. Однако 26 января 2025 года в интервью ТАСС губернатор Самарской области заявил, что власти отказываются от планов по дальнейшему развитию тяжелого метро в Самаре и после завершения первой линии сосредоточатся на строительстве лёгкого метро.

## История
Первый заказ на проект Куйбышевского метро поступил в столичный «Метропроект» 27 апреля 1942 года — в следующем году разработка проекта была завершена, но в связи с ограничениями военного времени строительство так и не было начато.
Спустя 35 лет Совет Министров СССР разрешил разработку технического проекта метрополитена в Куйбышеве в ноябре 1977 года. Проект был поручен институту «Метрогипротранс» Министерства транспортного строительства СССР, а разработка рабочей документации — его филиалу «Горьковметропроект» в Горьком.
В сентябре 1980 года началось строительство перегона между станциями «Проспект Ленина» (будущая станция «Российская» возле Дома Культуры 4-го ГПЗ) и «Октябрьская» (будущая станция «Алабинская») — практически в центре города. Однако после постройки тоннель этого перегона был законсервирован — решено было вести строительство метрополитена с Юнгородка, где находятся наиболее крупные промышленные предприятия города.
В конце 1980 года началось строительство первой станции «Кировская» в Юнгородке. В сентябре 1981 года был смонтирован первый проходческий щит и началась щитовая проходка тоннеля между станциями «Кировская» и «Безымянка».
Открыть первую линию Куйбышевского метрополитена планировали в 1987 году, к 70-летию Октябрьской революции. 6 ноября был проведён первый пробный рейс, а 25 декабря был подписан акт о приёмке пускового участка (4 станции). Регулярное пассажирское движение на пусковом участке было открыто 26 декабря 1987 года. Куйбышевский метрополитен стал 5-м в РСФСР и 12-м в СССР (на тот момент функционировали метрополитены в Москве, Ленинграде, Киеве, Тбилиси, Баку, Харькове, Ташкенте, Ереване, Минске, Горьком, Новосибирске).

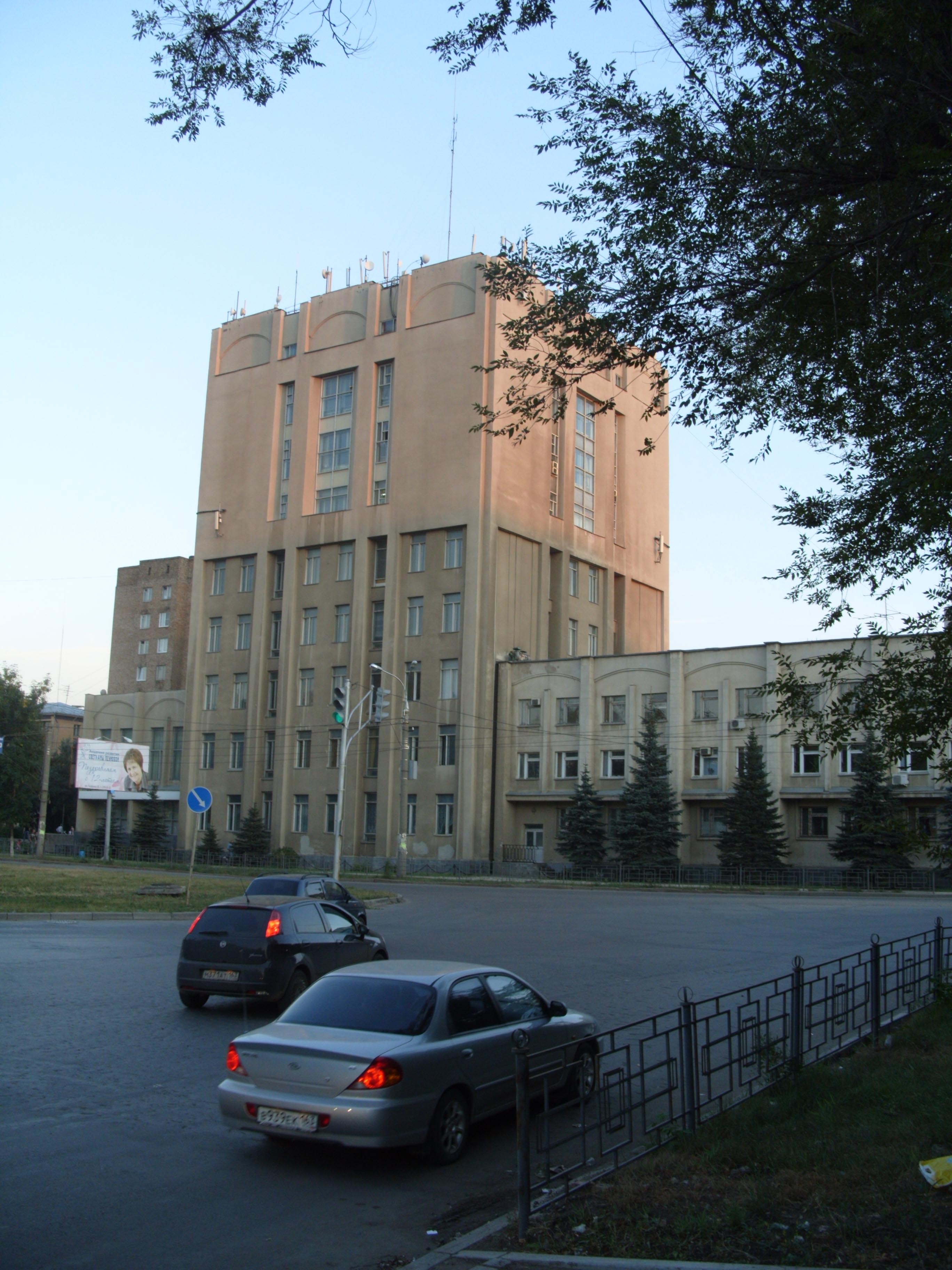
Инженерный корпус Самарского метрополитена на улице Гагарина

С 11 августа 2010 года на территории метрополитена были сняты ограничения на фото- и видеосъёмку.
11 октября 2013 года метрополитену Самары присвоили имя Алексея Росовского, занимавшего пост председателя исполнительного комитета Куйбышева с 1964 по 1982 годы. 30 сентября 2021 года Самарская область получила инфраструктурный кредит на развитие метрополитена. По сообщению губернатора Самарской области Дмитрия Азарова, первая линия метрополитена будет полностью введена в эксплуатацию в 2024 году. Подготовка к строительству новой станции «Театральная», с перекрытием улицы Галактионовской, началась в январе 2022 года, и в том же году началось непосредственно строительство станции
Годовой пассажиропоток самарского метро в 2021 году составил 10,255 млн человек. Среднесуточный пассажиропоток превысил 28 тыс. человек. На 2024 год среднесуточный пассажиропоток составил 34,4 тыс. чел. и 12,581 млн. чел. годового пассажиропотока.
В 2022 году с двух станций Самарского метрополитена — «Алабинская» и «Российская» — был снят статус объекта гражданской обороны.

### Хронология ввода участков в эксплуатацию
| Участок                  | Дата ввода      | Длина км | Прим. |
| ------------------------ | --------------- | -------- | --- |
| Юнгородок — Победа       | 26 декабря 1987 | 4,5      | Перегон «Кировская» — Юнгородок частично пролегает по соединительной ветви в электродепо «Кировское» |
| Победа — Советская       | 31 декабря 1992 | 1,5      | |
| Советская — Спортивная   | 25 марта 1993   | 1,4      | Движение осуществляется отдельным составом по 2 пути челночным способом |
| Спортивная — Гагаринская | 30 декабря 1993 | 1,5      | Восстановлено нормальное двухпутное движение поездов |
| Гагаринская — Московская | 27 декабря 2002 | 1,3      | Движение осуществлялось только по 2 пути. Перед заходом на перегон поезд оборачивался в тупике «Гагаринской» без пассажиров, а затем следовал к «Московской» в неправильном направлении. В сторону «Юнгородка» сохранялось нормальное движение |
| Московская — Российская  | 26 декабря 2007 | 1,1      | Нормальное движение поездов восстановлено 23 декабря 2007 года |
| Российская — Алабинская  | 26 декабря 2014 | 1,3      | Участок закрыт сразу после официальной церемонии открытия и повторно открыт 1 февраля 2015 года. Движение осуществляется по 1 пути с оборотом в камере съездов станции «Российская»                                                            |
| Итого: 10 станций        |                 | 12,6     | |

## Первая линия

### «Алабинская» — «Юнгородок»
Первый участок протяжённостью 4,5 км, включавший четыре станции, был введён в эксплуатацию 26 декабря 1987 года. В 1992—1993 годах начали работать ещё три станции. В 2002 году была введена в эксплуатацию станцию «Московская», а в 2007 году станция «Российская».
В 2012 году оценивалось, что после окончания строительства первой линии пассажироперевозки в метрополитене достигнут 10 % от общегородских.
В 2014 году было завершено строительство станции «Алабинская», станция начала работу 1 февраля 2015 года. 
В январе 2022 в Самаре началось строительство станции «Театральная». Запуск движения через станцию Театральная планировался в первом квартале 2024 года. Позднее срок сдачи станции сдвинулся на 2026 год. Ранее, после введения в эксплуатацию «Алабинской» рассматривался вопрос строительства станции «Самарская», однако в 4-м квартале 2021 года её строительство было отменено.

### Характеристики станций
Из 10 станций единственной линии 9 — подземных мелкого заложения и 1 — наземная.
Подземные станции мелкого заложения по конструкции разделяются на:
- односводчатые (2);
- колонные (7).

### Статистика
- Самая глубокая станция — «Гагаринская» (17,8 метров)[источник не указан 752 дня];
- Станции, расположенные ближе всех к поверхности земли — «Спортивная», «Советская», «Победа», «Безымянка» (≈ 8 метров)[источник не указан 752 дня];
- Самый длинный перегон — «Кировская» — «Безымянка» ≈ 1,62 км[источник не указан 752 дня];
- Самый короткий перегон — «Кировская» — «Юнгородок» ≈ 1 км[источник не указан 752 дня];
- Станция, дольше всех пребывающая в качестве конечной — «Юнгородок»[источник не указан 752 дня];
- Всего 4 станции самарского метро оборудованы эскалаторами[24].

## Проекты других линий

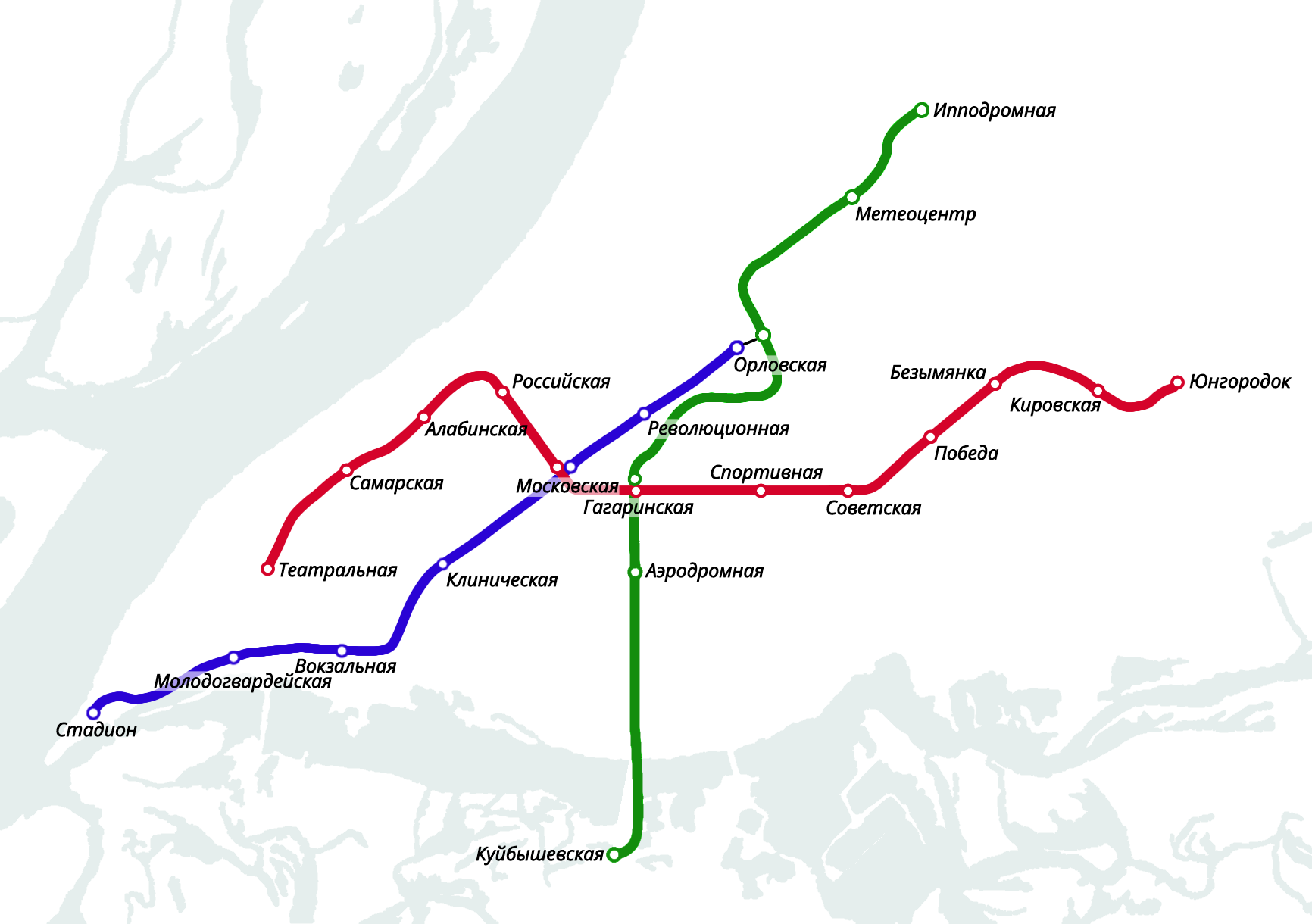
Перспективная карта метро Самары

В качестве вариантов развития самарского метрополитена обсуждалась постройка дополнительных линий. По некоторым данным планировалось довести сеть до 33 станций с общей протяжённостью 41,3 км.
26 января 2025 года Губернатор Самарской области заявил, что власти отказываются от развития метрополитена в городе, в перспективе планируется развитие наземного рельсового транспорта.

### «Хлебная площадь» — «Орловская»
На данный момент разработан проект второй линии самарского метрополитена. Предполагалось, что её первый пусковой участок, протяжённость которого составит 9,57 км, будет состоять из 6 станций.
- «Хлебная площадь» — будет расположена у Хлебной площади.
- «Вокзальная» — у Железнодорожного вокзала и Комсомольской площади.
- «Клиническая» — на перекрёстке улиц Клинической и Мичурина у Мичуринского микрорайона.
- «Карла Маркса» — на проспекте Карла Маркса, переход на станцию первой линии «Московская».
- «Революционная» — на перекрёстке Революционной улицы и Московского шоссе.
- «Орловская» — у Центрального автовокзала, близ пересечения улицы Авроры и Энтузиастов[28], переход на станцию «Орловская» третьей линии.

В конце 2013 года областным министерством строительства был объявлен конкурс на проектирование начального участка второй линии метрополитена, протяжённостью 4,5 км и состоящего из трёх станций. В конкурсе участвовало три компании, в апреле 2014 года конкурс был выигран ООО «Волгатрансстрой-проект» (ГК «Волгатрансстрой»).
В 2022 году число станций линии было решено сократить — их будет не более четырёх.

### Третья линия (нереализованный проект)
Неоднократно рассматривалась возможность строительства третьей линии со строительством метромоста через реку Самару. В 2022 году от этих планов решено было отказаться.

## Подвижной состав

### Пассажирский подвижной состав
Метрополитен обслуживается составами из четырёх (в перспективе, к продлению первой линии до станции «Театральная», — пяти) вагонов 81-717/714, 81-717.5/714.5 и 81-717.6/714.6. Инвентарный парк самарского метрополитена составляет 50 вагонов.
Единственную линию самарского метро обслуживает электродепо «Кировское», расположенное за станцией «Кировская». На территории электродепо находится станция «Юнгородок».
Интервал между поездами составляет 9-10 минут, с 6:00 до 7:00 и с 21:00 до 0:00 интервал увеличивается до 10—11 минут (с 01.02.2015).
С 1991 по 2019 годы новые поезда метро не закупались. В 1992 году было закуплено 2 вагона 81-717.5, которые стали использоваться в качестве резервных. 28 октября 2019 года был подписан договор на поставку одного 4-вагонного поезда модели 81-717.6/714.6. Поезд поступил в депо в марте 2020 года. С сентября 2020 года, составы 81-717/714 1987 года выпуска, регулярно отправляются на ОЭВРЗ для прохождения капитально-восстановительного ремонта. К маю 2025 года капитальный ремонт прошёл 31 вагон, требуется обновить ещё 15. 
В 2018 году руководство Самарского метрополитена отказалось от безвозмездной передачи электропоездов «Русич» из парка подвижного состава Московского метрополитена в связи с высокой стоимостью их обслуживания.

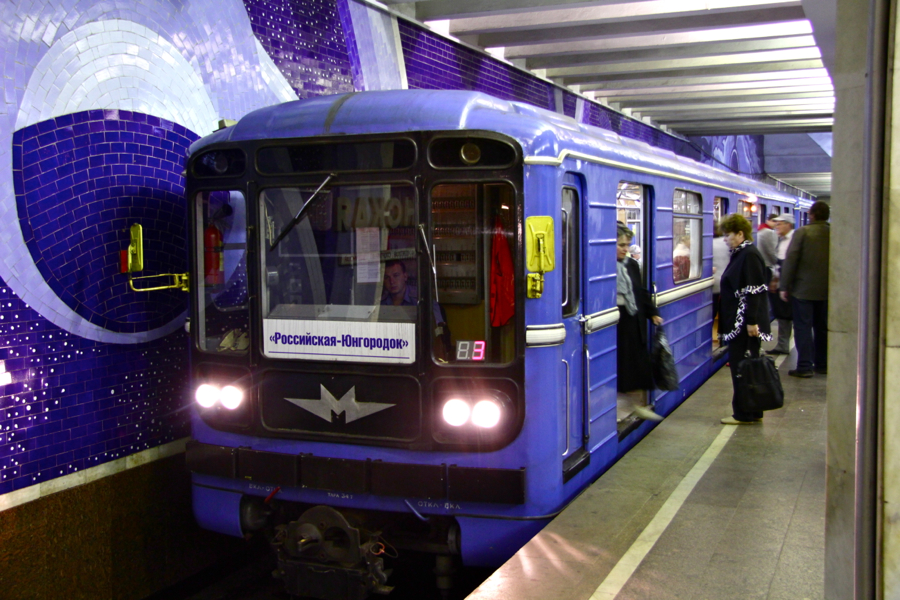
Состав 81-717/714 на станции Гагаринская
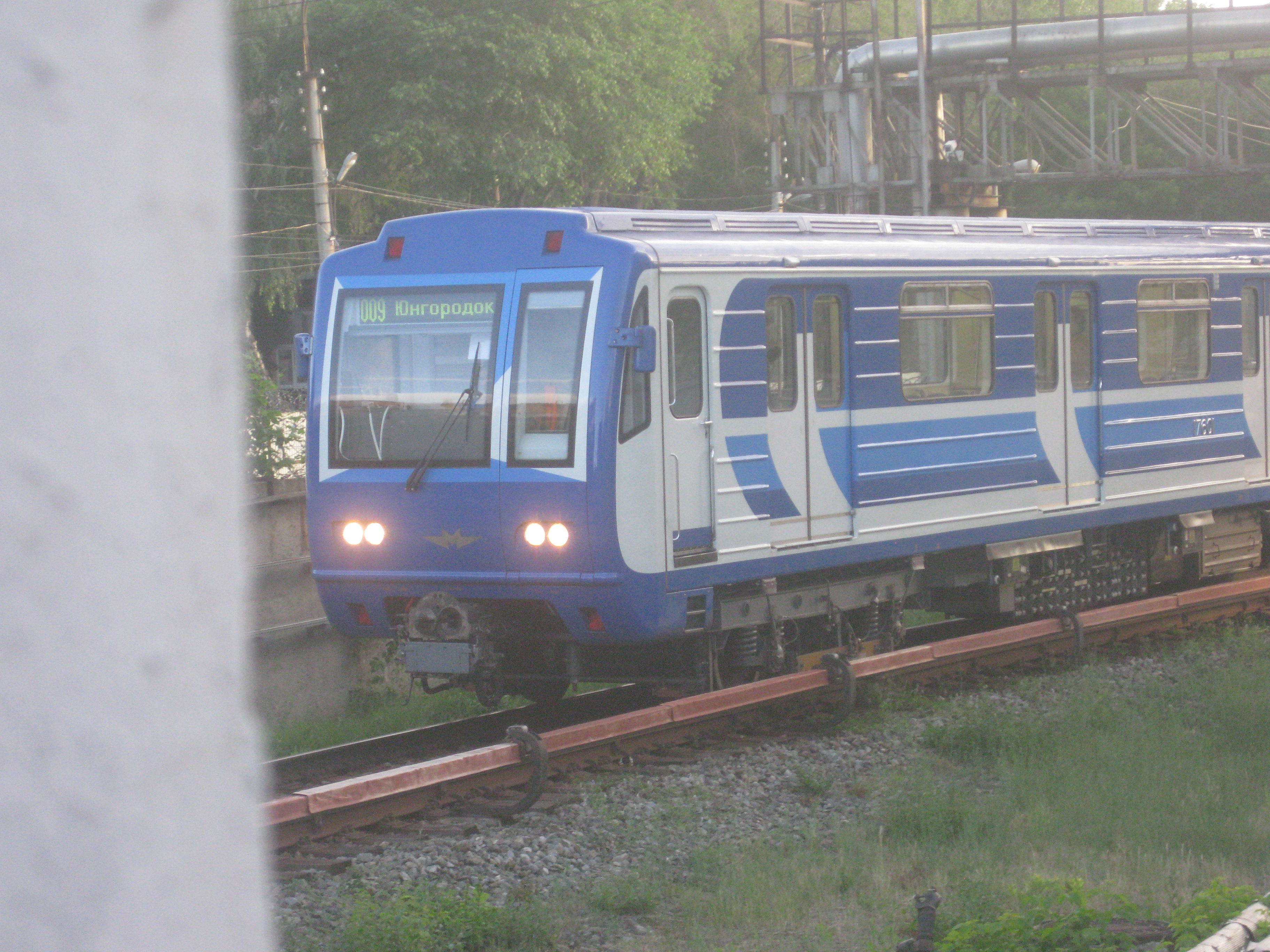
Состав 81-717.6/714.6
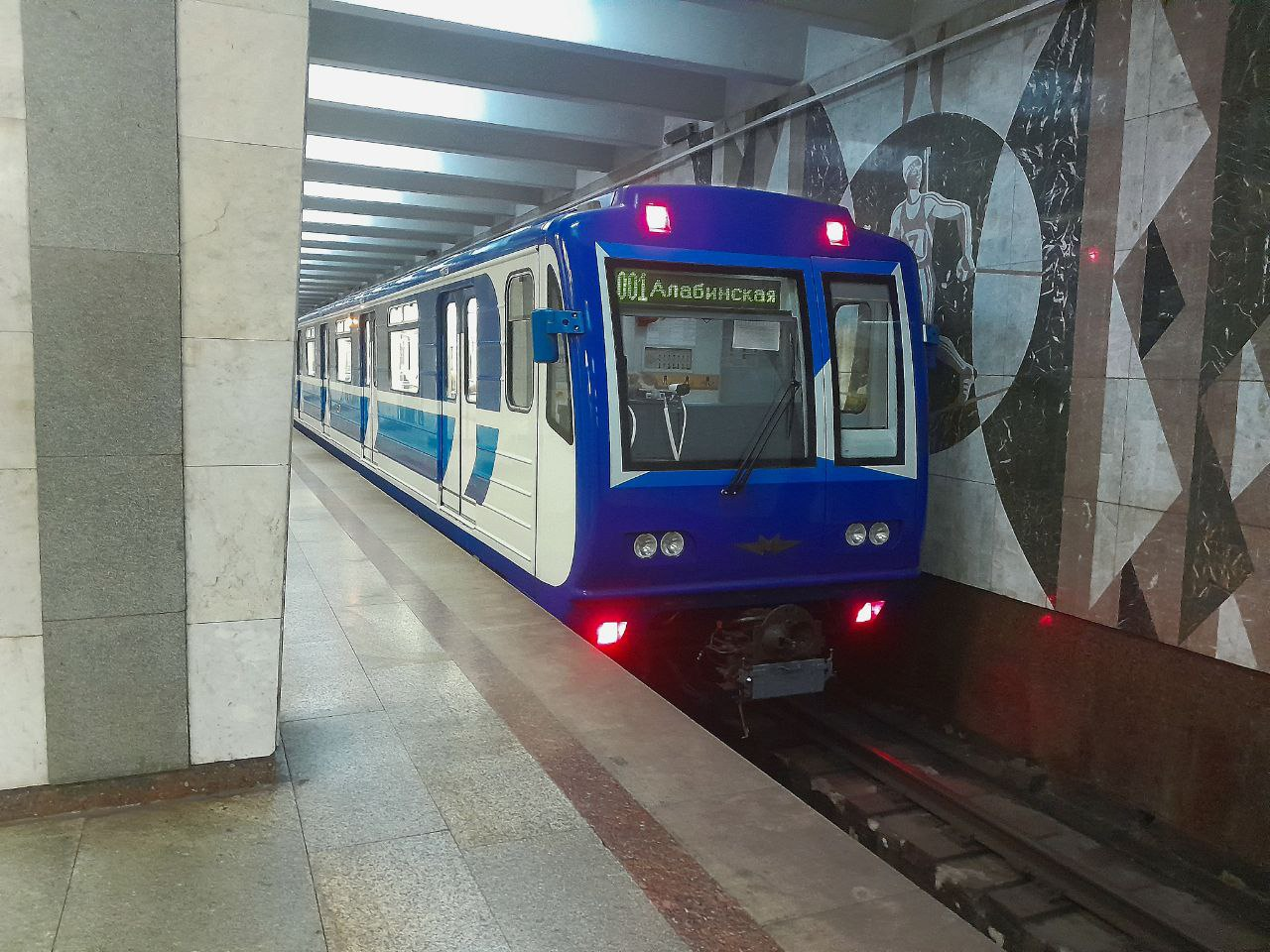
Состав 81-717.6/714.6 на станции Спортивная
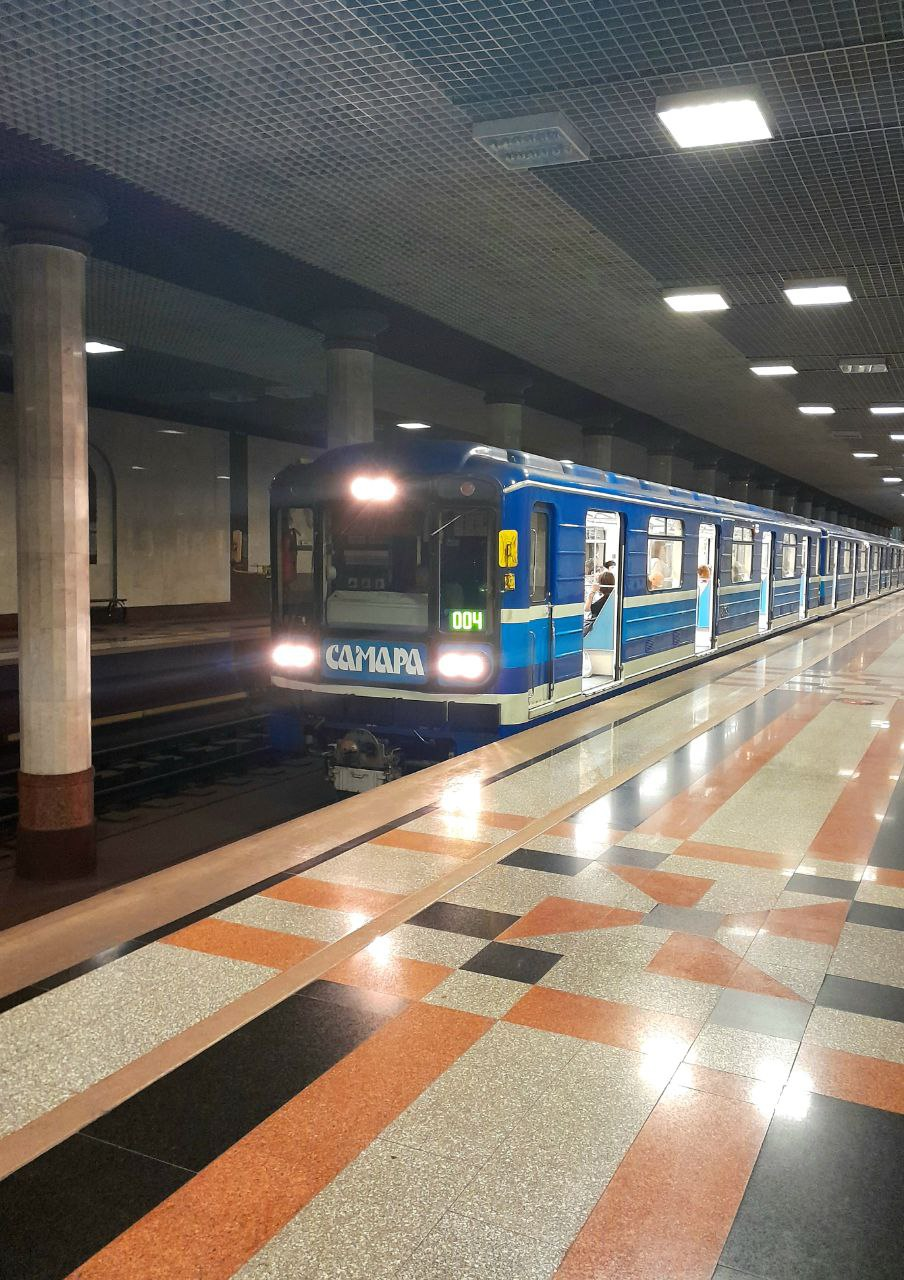
Состав 81-717 (после КВР) на станции Российская

## Время работы
Метрополитен работает ежедневно с 6:00 до 0:00 (5:00—23:00 по московскому времени). Во время крупных праздничных гуляний в центре города станция «Алабинская» несколько раз закрывалась раньше в целях растяжения потока гостей праздников и для сокращения интервалов при обороте поездов.

## Оплата проезда
С июня 2008 года используется система «Электронный проездной»: «Транспортная карта». Существует 3 вида карт: для граждан (представлена на фото ниже), для студентов и для школьников.
С 2010 года стоимость проезда как правило различается в зависимости от способа оплаты. 

Так, с 1 января 2025 года стоимость поездки, оплаченной пластиковым жетоном, доступным для покупки в кассе или терминале самообслуживания, составит 40 рублей за одну поездку или за место багажа, а при оплате транспортной картой или безналичным расчётом (турникеты оборудованы считывателями, позволяющими произвести оплату проезда или провоза багажа бесконтактным способом: банковскими картами «Мир», Visa и MasterCard, и, как следствие, Mir Pay, Samsung Pay, Garmin Pay, а также биометрией) — 37 рублей. Для студентов и школьников действуют льготные тарифы.

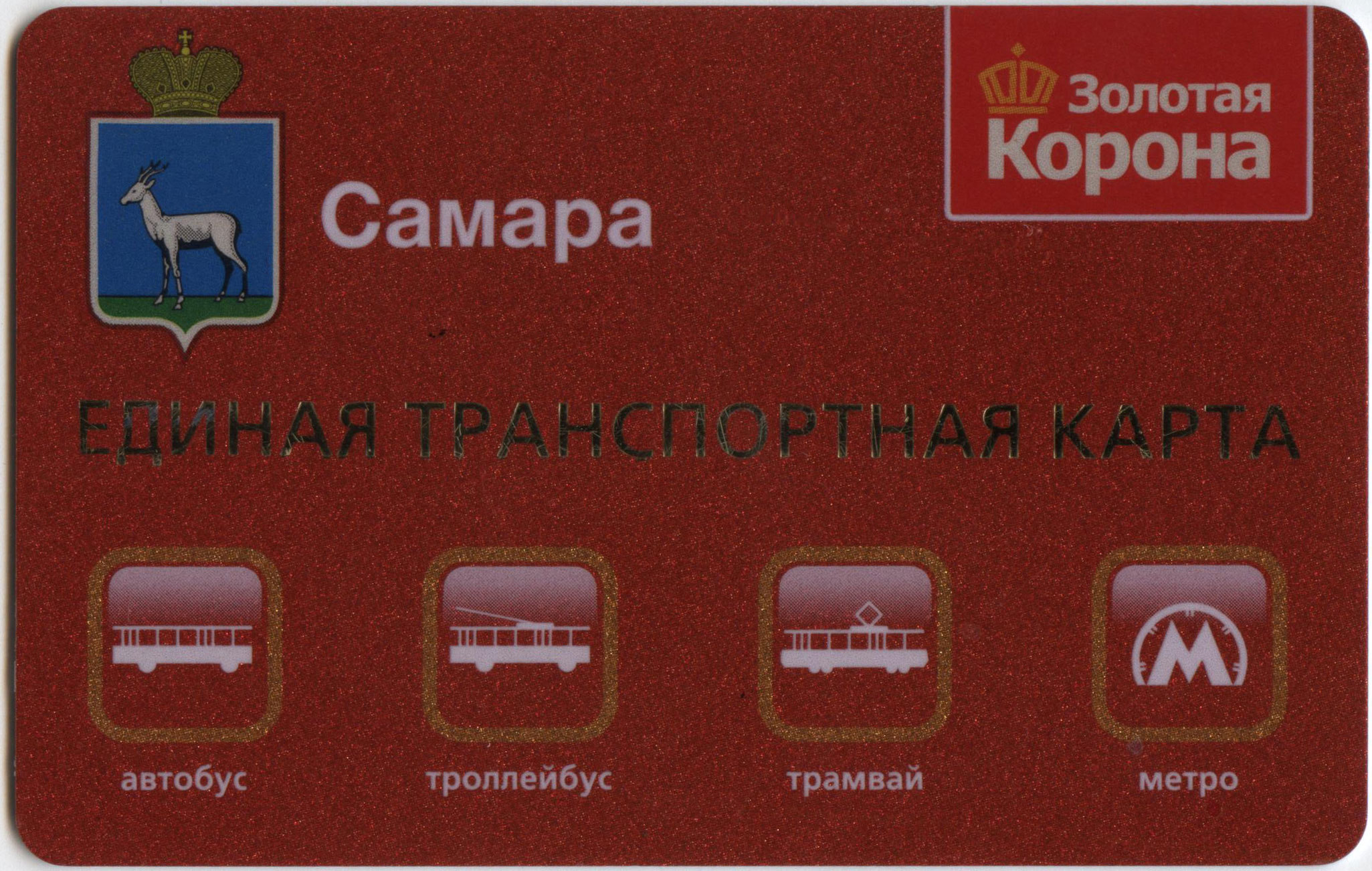
Единая транспортная карта Самары. Лицевая сторона
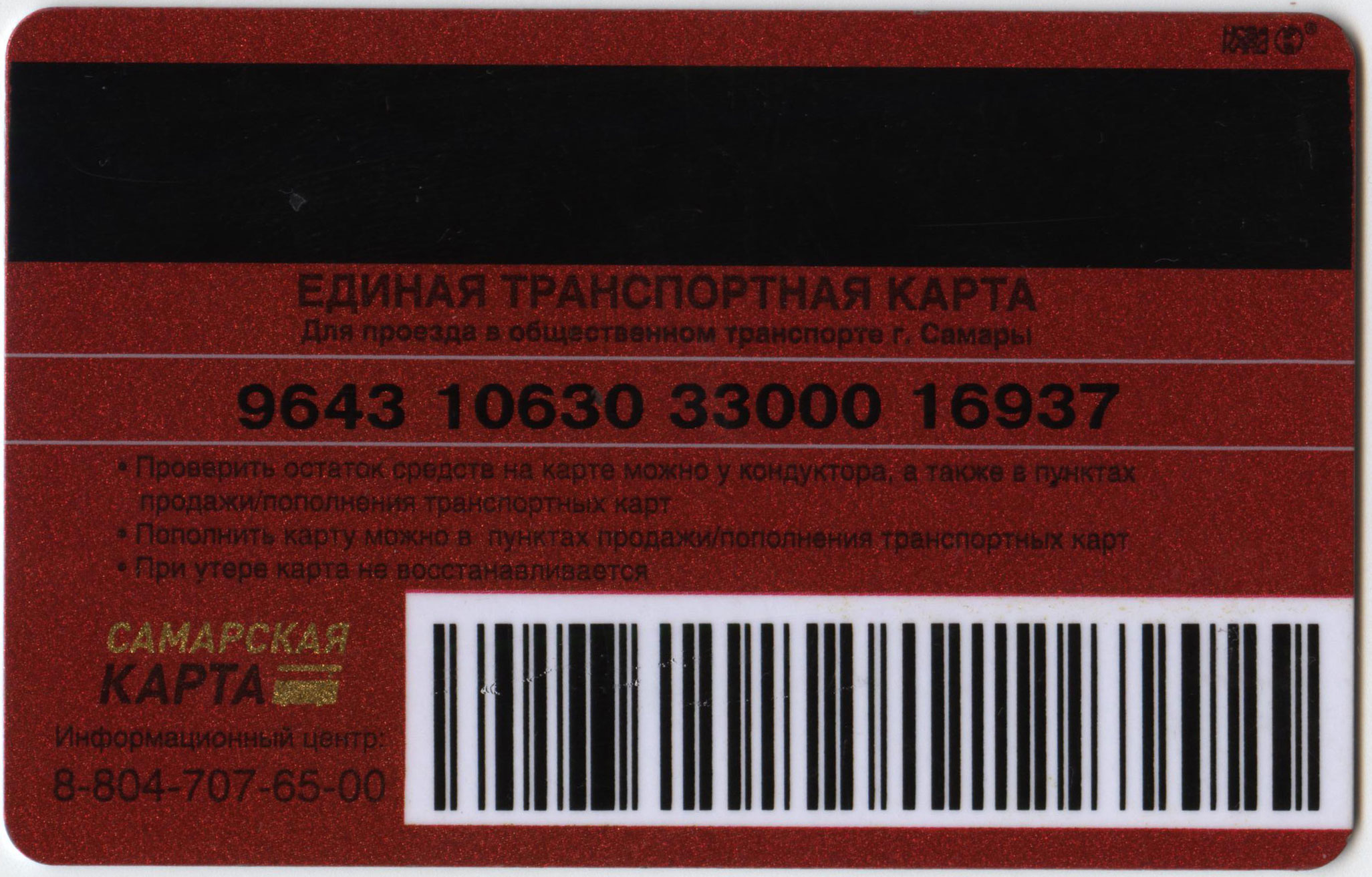
Единая транспортная карта Самары. Оборотная сторона
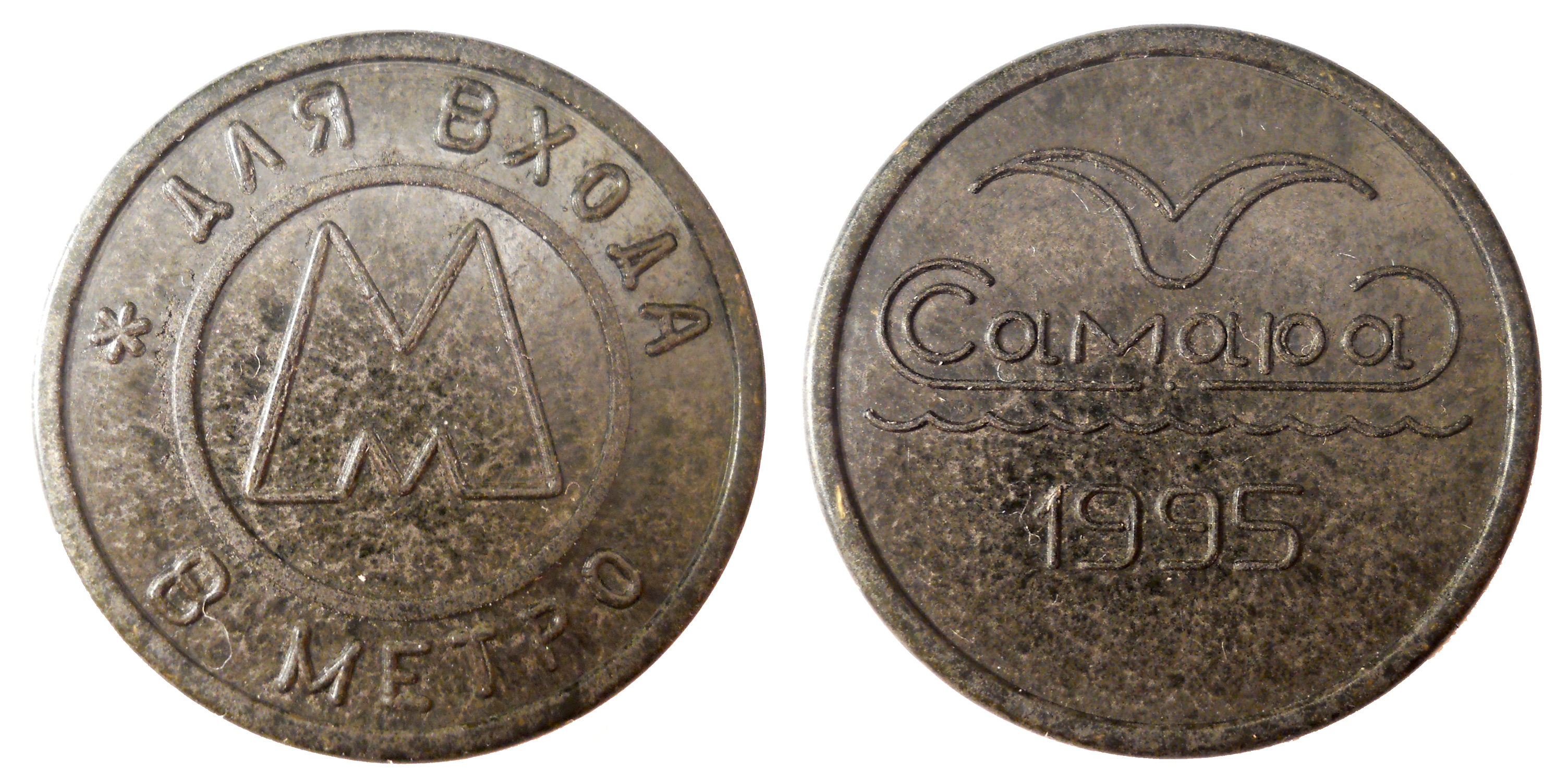
Жетон на метро

### Хронология изменения тарифов
| Год  | Перевезено пассажиров за год (всего), тыс. чел. | Перевезено пассажиров за год (с оплатой проезда), тыс. чел. | Дата изменения тарифа | Стоимость проезда, руб. |
| ---- | ----------------------------------------------- | ----------------------------------------------------------- | --------------------- | ----------------------- |
| 1987 | 416,1                                           | 320                                                         | 25 декабря 1987 года  | 0,05                    |
| 1988 | 16695,9                                         | 12843                                                       |                       |                         |
| 1989 | 17217,2                                         | 13243,9                                                     |                       |                         |
| 1990 | 18182,1                                         | 13986,2                                                     |                       |                         |
| 1991 | 12390,8                                         | 9531,3                                                      |                       |                         |
| 1992 | 10905,2                                         | 8388,6                                                      |                       |                         |
| 1993 | 21279,6                                         | 10764,7                                                     | 15 ноября 1993 года   | 20                      |
| 1994 | 38 766,5                                        | 16826,7                                                     | 1 января 1994 года    | 200                     |
| 1995 | 33 354,2                                        | 13996,3                                                     | 15 февраля 1995 года  | 300                     |
| 1995 | 33 354,2                                        | 13996,3                                                     | 16 сентября 1995 года | 500                     |
| 1996 | 29 785,8                                        | 11483                                                       | 1 января 1996 года    | 600                     |
| 1996 | 29 785,8                                        | 11483                                                       | 15 марта 1996 года    | 700                     |
| 1996 | 29 785,8                                        | 11483                                                       | 16 декабря 1996 года  | 1000                    |
| 1997 | 29 349,4                                        | 10671,3                                                     |                       |                         |
| 1998 | 28 570,1                                        | 10187,9                                                     | 1 января 1998 года    | 1(1)                    |
| 1999 | 24 895,1                                        | 7775                                                        | 1 февраля 1999 года   | 2                       |
| 2000 | 27 330,0                                        | 8948,9                                                      | 1 августа 2000 года   | 3                       |
| 2001 | 25 991,8                                        | 8424,6                                                      |                       |                         |
| 2002 | 23 636,7                                        | 7569,4                                                      | 1 февраля 2002 года   | 4                       |
| 2003 | 25 054,8                                        | 8380,4                                                      | 1 января 2003 года    | 5                       |
| 2004 | 20 804,1                                        | 7304,1                                                      | 15 января 2004 года   | 6                       |
| 2005 | 18 000                                          | н/д                                                         | 1 января 2005 года    | 7                       |
| 2005 | 18 000                                          | н/д                                                         | 10 ноября 2005 года   | 9                       |
| 2008 | 18 871                                          | н/д                                                         | 1 января 2008 года    | 10                      |
| 2009 | 16 658                                          | н/д                                                         | 1 января 2009 года    | 12                      |
| 2010 | 17 500                                          | н/д                                                         | 1 января 2010 года    | 15(2)                   |
| 2012 | 16 230                                          | н/д                                                         | 1 июля 2012 года      | 18(3)                   |
| 2013 | 15 640                                          | н/д                                                         | 1 июля 2013 года      | 20(4)                   |
| 2015 | 16 337                                          | н/д                                                         | 1 июня 2015 года      | 23(5)                   |
| 2016 | 15 647,12                                       | н/д                                                         | 1 октября 2016 года   | 25(6)                   |
| 2018 | 13 758                                          | н/д                                                         |                       |                         |
| 2019 | 13 124                                          | н/д                                                         | 1 января 2019 года    | 28(7)                   |
| 2020 | 8 750                                           | н/д                                                         | 1 января 2020 года    | 32(8)                   |
| 2021 | 10 255                                          | н/д                                                         |                       |                         |
| 2022 | 11 193                                          | н/д                                                         | 1 января 2022 года    | 35(9)                   |
| 2023 | 12 232                                          | н/д                                                         | 6 ноября 2023 года    | 38(10)                  |
| 2024 | 12581                                           | н/д                                                         | 1 января 2025 года    | 40(11)                  |

Примечания к таблице:
1. Деноминация
2. По транспортной карте 12 руб., для студентов и школьников 7 руб.
3. По транспортной карте 15 руб., для студентов и школьников 8 руб.
4. По транспортной карте 17,5 руб., для студентов и школьников 10 руб.
5. По транспортной карте 21 руб., для студентов и школьников 11,5 руб.
6. По транспортной карте 23 руб., для студентов и школьников 13 руб.
7. Для студентов и школьников по транспортной карте 14,6 руб.
8. Безналичный расчёт (в том числе по транспортной карте) 29 руб., расчёт по транспортной карте для школьников 15,6 руб., для студентов 16 руб. 
9. Безналичный расчёт (в том числе по транспортной карте) 32 руб., расчёт по транспортной карте для школьников 16,6 руб., для студентов 17 руб. 
10. Безналичный расчёт (в том числе по транспортной карте) 35 руб., расчёт по транспортной карте для школьников 18,2 руб., для студентов 18,6 руб. 
11. Безналичный расчёт (в том числе по транспортной карте) 37 руб., расчёт по транспортной карте для школьников 19 руб., для студентов 19,5 руб.

## Сотовая связь
Все станции покрыты сотовыми операторами «Мегафон», «МТС», «Билайн».
Наземная станция «Юнгородок» покрывается всеми сотовыми операторами.
С октября 2011 года «Билайн» сделал доступным в метрополитене высокоскоростной интернет по технологии 3,5G.

## В культуре

### Кинематограф
- В октябре 2011 года в электродепо «Кировское»[46] и на станциях «Московская» и «Алабинская»[47] проходили съёмки российского блокбастера «Метро».

### Театральные постановки
- 25 ноября 2018 года в самарском метро состоялась премьера променад-спектакля «Прислоняться» (режиссёр Никита Славич, драматург Сергей Давыдов, звукорежиссёр Егор Курчугин)[48].

### Компьютерные игры
В дополнении (моде) «Metrostroi Subway Simulator» к игре «Garry’s Mod» в Steam воссоздан участок первой линии «Юнгородок» — «Гагаринская» — по состоянию на 1993 год. Функционирует в виде аддонов в Steam Workshop и разработан «игроками-энтузиастами». Дополнение отличается от других компьютерных симуляторов поезда высокой реалистичностью.

### Сайты
- Официальный сайт Самарского метрополитена
- Муниципальный Транспортный оператор Самары (прокладка маршрутов онлайн, время прибытия транспорта на остановки, схемы, официальные сообщения и пр.)
- Самарский метрополитен на сайте Самаратранс.info
- Самарский метрополитен на meta.metro.ru
- Фотогалерея на «Прогулках по метро»
- Самарский метрополитен на Urbanrail.net
- Самарский метрополитен на сайте Даниила Столярова
- Самарский метрополитен на metrosoyuza.net
- Метро на Самарском сайте
- Коллекция значков метро: Самара на сайте metrohobby.ru
- Неофициальное сообщество Самарский Метрополитен в ВКонтакте

### Схемы
- Схемы Самарского метро
- Схема путевого развития Самарского метрополитена
- Схема метро, перспективная (англ.)
- Схема метро с пересадкой на пригородные поезда
- Схема 2012 года, размещённая над дверью метро (недоступная ссылка)

### Форумы
- Форум Метрополитена Самары на Samaratrans.info
- Раздел, посвящённый Самарскому метрополитену на форуме nashtransport.ru

### Статьи
- «Метро не роскошь, а средство передвижения» на сайте Doroga63.ru от 11 сентября 2008 года
- «Строительство Самарского метро: проблемы и перспективы», «Федеральный строительный рынок» № 5(62) от 25 июля 2007 года